# Erminia di Anhalt-Bernburg-Schaumburg-Hoym
Erminia di Anhalt-Bernburg-Schaumburg-Hoym (Hoym, 2 dicembre 1797 – Pest, 14 settembre 1817) fu una nobile dell'Anhalt-Bernburg-Schaumburg-Hoym e un'arciduchessa d'Austria.

## Biografia
Era figlia di Vittorio II, principe di Anhalt-Bernburg-Schaumburg-Hoym dal 1806 al 1812, e di Amalia di Nassau-Weilburg.
Venne data in sposa a Giuseppe, figlio cadetto dell'imperatore Leopoldo II d'Asburgo-Lorena e Palatino d'Ungheria. Le nozze avvennero il 30 agosto 1815 a Schaumburg. Per Giuseppe si trattava del secondo matrimonio; era rimasto vedovo nel 1801 dell'amata moglie Aleksandra Romanova di Russia, figlia dello zar Paolo I e nipote di Caterina II, morta di febbre puerperale una settimana dopo aver dato alla luce una bambina vissuta poche ore. 
Erminia diede al marito due figli gemelli:
- Stefano Francesco Vittorio, Palatino d'Ungheria (Buda, 14 settembre 1817-Menton, 19 febbraio 1867);
- Arciduchessa Erminia Amalia Maria d'Austria (Buda, 14 settembre 1817-Vienna, 13 febbraio 1842).

Il parto risultò difficile per la giovane, che morì lo stesso giorno in cui diede alla luce i figli. Suo marito si risposò due anni dopo, il 24 agosto 1819, con Maria Dorotea di Württemberg dalla quale ebbe altri cinque figli, tre dei quali sopravvissuti.
Sia Stefano che Erminia raggiunsero l'età adulta ma non si sposarono mai, né generarono discendenza. 
Alla morte del padre, Stefano, che risultava il primo figlio maschio di Giuseppe, divenne Palatino d'Ungheria, ereditando così il titolo che fu del padre.

## Ascendenza
|                                                          |                                            |                                                   | Genitori                                                |  |  | Nonni |  |  | Bisnonni                                                |  |  | Trisnonni                               |  |
|                                                          |                                            |                                                   |                                                         |  |  |       |  |  | Vittorio I, Principe di Anhalt-Bernburg-Schaumburg-Hoym |  |  | Lebrecht, Principe di Anhalt-Zeitz-Hoym |  |
|                                                          |                                            |                                                   |                                                         |  |  |       |  |  | Vittorio I, Principe di Anhalt-Bernburg-Schaumburg-Hoym |  |  | Lebrecht, Principe di Anhalt-Zeitz-Hoym |  |
|                                                          |                                            | Carlotta di Nassau-Dillenburg                     |                                                         |  |  |       |  |  | Vittorio I, Principe di Anhalt-Bernburg-Schaumburg-Hoym |  |  |                                         |  |
| Carlo Luigi, Principe di Anhalt-Bernburg-Schaumburg-Hoym |                                            |                                                   |                                                         |  |  |       |  |  | Vittorio I, Principe di Anhalt-Bernburg-Schaumburg-Hoym |  |  |                                         |  |
|                                                          |                                            | Carlotta Luisa di Isenburg-Büdingen-Birstein      | Guglielmo Maurizio, Conte di Isenburg-Büdingen-Birstein |  |  |       |  |  |                                                         |  |  |                                         |  |
|                                                          |                                            | Carlotta Luisa di Isenburg-Büdingen-Birstein      | Guglielmo Maurizio, Conte di Isenburg-Büdingen-Birstein |  |  |       |  |  |                                                         |  |  |                                         |  |
|                                                          |                                            | Carlotta Luisa di Isenburg-Büdingen-Birstein      | Anna Amalia di Isenburg-Büdingen                        |  |  |       |  |  |                                                         |  |  |                                         |  |
| Vittorio II, Principe di Anhalt-Bernburg-Schaumburg-Hoym |                                            | Carlotta Luisa di Isenburg-Büdingen-Birstein      |                                                         |  |  |       |  |  |                                                         |  |  |                                         |  |
|                                                          |                                            | Federico Guglielmo I, Principe di Solms-Braunfels | Guglielmo Maurizio, Conte di Solms-Braunfels            |  |  |       |  |  |                                                         |  |  |                                         |  |
|                                                          |                                            | Federico Guglielmo I, Principe di Solms-Braunfels | Guglielmo Maurizio, Conte di Solms-Braunfels            |  |  |       |  |  |                                                         |  |  |                                         |  |
|                                                          |                                            | Federico Guglielmo I, Principe di Solms-Braunfels | Maddalena Sofia d'Assia-Homburg                         |  |  |       |  |  |                                                         |  |  |                                         |  |
| Amalia Eleonora di Solms-Braunfels                       |                                            | Federico Guglielmo I, Principe di Solms-Braunfels |                                                         |  |  |       |  |  |                                                         |  |  |                                         |  |
|                                                          |                                            | Sofia di Solm-Laubach                             | Carlo Ottone, Conte di Solms-Laubach                    |  |  |       |  |  |                                                         |  |  |                                         |  |
|                                                          |                                            | Sofia di Solm-Laubach                             | Carlo Ottone, Conte di Solms-Laubach                    |  |  |       |  |  |                                                         |  |  |                                         |  |
|                                                          |                                            | Sofia di Solm-Laubach                             | Luisa Albertina di Schönburg-Waldenburg                 |  |  |       |  |  |                                                         |  |  |                                         |  |
| Principessa Erminia di Anhalt-Bernburg-Schaumburg-Hoym   |                                            | Sofia di Solm-Laubach                             |                                                         |  |  |       |  |  |                                                         |  |  |                                         |  |
|                                                          | Carlo Augusto, Principe di Nassau-Weilburg | Giovanni Ernesto, Conte di Nassau-Weilburg        |                                                         |  |  |       |  |  |                                                         |  |  |                                         |  |
|                                                          | Carlo Augusto, Principe di Nassau-Weilburg | Giovanni Ernesto, Conte di Nassau-Weilburg        |                                                         |  |  |       |  |  |                                                         |  |  |                                         |  |
|                                                          | Carlo Augusto, Principe di Nassau-Weilburg | Maria Polissena di Leiningen-Hartsburg            |                                                         |  |  |       |  |  |                                                         |  |  |                                         |  |
| Carlo Cristiano, Principe di Nassau-Weilburg             | Carlo Augusto, Principe di Nassau-Weilburg |                                                   |                                                         |  |  |       |  |  |                                                         |  |  |                                         |  |
|                                                          |                                            | Augusta Federica Guglielmina di Nassau-Idstein    | Giorgio Augusto, Conte di Nassau-Idstein                |  |  |       |  |  |                                                         |  |  |                                         |  |
|                                                          |                                            | Augusta Federica Guglielmina di Nassau-Idstein    | Giorgio Augusto, Conte di Nassau-Idstein                |  |  |       |  |  |                                                         |  |  |                                         |  |
|                                                          |                                            | Augusta Federica Guglielmina di Nassau-Idstein    | Enrichetta Dorotea di Oettingen-Oettingen               |  |  |       |  |  |                                                         |  |  |                                         |  |
| Principessa Amalia di Nassau-Weilburg                    |                                            | Augusta Federica Guglielmina di Nassau-Idstein    |                                                         |  |  |       |  |  |                                                         |  |  |                                         |  |
|                                                          |                                            | Guglielmo IV, Principe d'Orange                   | Giovanni Guglielmo Friso, Principe d'Orange             |  |  |       |  |  |                                                         |  |  |                                         |  |
|                                                          |                                            | Guglielmo IV, Principe d'Orange                   | Giovanni Guglielmo Friso, Principe d'Orange             |  |  |       |  |  |                                                         |  |  |                                         |  |
|                                                          |                                            | Guglielmo IV, Principe d'Orange                   | Langravia Maria Luisa d'Assia-Kassel                    |  |  |       |  |  |                                                         |  |  |                                         |  |
| Principessa Carolina d'Orange-Nassau                     |                                            | Guglielmo IV, Principe d'Orange                   |                                                         |  |  |       |  |  |                                                         |  |  |                                         |  |
|                                                          |                                            | Anna, Principessa Reale                           | Giorgio II di Gran Bretagna                             |  |  |       |  |  |                                                         |  |  |                                         |  |
|                                                          |                                            | Anna, Principessa Reale                           | Giorgio II di Gran Bretagna                             |  |  |       |  |  |                                                         |  |  |                                         |  |
|                                                          |                                            | Anna, Principessa Reale                           | Carolina di Ansbach                                     |  |  |       |  |  |                                                         |  |  |                                         |  |
|                                                          |                                            | Anna, Principessa Reale                           |                                                         |  |  |       |  |  |                                                         |  |  |                                         |  |